# Gladuš
Gladuš (lat. Draba), biljni rod iz porodice krstašica raširen po Europi, Aziji, Sjevernoj Americi  i dijelovima sjeverne Afrike i Južne Amerike.. 
Na popisu je 414 vrsta, od kojih 4 u Hrvatskoj, to su planinski gladuš, grubi gladuš, dlakavoplodni gladuš. Vrsta Draba muralis L., hrvataski nazivana zidni gladuš, možda je sinonim za vrstu Drabella muralis (L.) Fourr.. Ranocvjetna nemoćnica, sinonima Erophila verna (L.) Chevall., nazivana i gladuš ranocvjetak, nekada je uključivana u rod Erophila ili nemoćnica, sinonim za Draba.

## Vrste
1. Draba abajoensis Windham & Al-Shehbaz
2. Draba acaulis Boiss.
3. Draba acutidentata Bomble
4. Draba affghanica Boiss.
5. Draba airdii G.A.Mulligan
6. Draba aizoides L., planinski gladuš
7. Draba alajica Litv.
8. Draba alberti Regel & Schmalh.
9. Draba albertina Greene
10. Draba alpina L.
11. Draba alshehbazii Klimes & D.A.German
12. Draba altaica (C.A.Mey.) Bunge
13. Draba alyssoides Kunth
14. Draba amoena O.E.Schulz
15. Draba amplexicaulis Franch.
16. Draba ancashensis Al-Shehbaz, A.Cano & Trinidad
17. Draba antilibanotica Al-Shehbaz
18. Draba aquisgranensis Bomble
19. Draba arabisans Michx.
20. Draba arauquensis Santana
21. Draba arbuscula Hook.f.
22. Draba arctica J.Vahl
23. Draba arctogena (Ekman) Ekman
24. Draba aretioides Kunth
25. Draba argentifolia Al-Shehbaz
26. Draba argyrea Rydb.
27. Draba arida C.L.Hitchc.
28. Draba arseniewii (B.Fedtsch.) Gilg ex Tolm.
29. Draba aspera Bertol.,  grubi gladuš
30. Draba asprella Greene
31. Draba asterophora Payson
32. Draba aubrietioides Jafri
33. Draba aucheri Boiss.
34. Draba aurea Vahl ex Hornem.
35. Draba aureola S.Watson
36. Draba bagmatiensis Al-Shehbaz
37. Draba baicalensis Tolm.
38. Draba baitenovii Veselova
39. Draba barclayana Al-Shehbaz
40. Draba barguzinensis (O.D.Nikif.) Baikov
41. Draba bartholomewii Al-Shehbaz
42. Draba bellardii S.F.Blake
43. Draba beltranii Al-Shehbaz
44. Draba bennettii G.A.Mulligan & Al-Shehbaz
45. Draba bertiscea D.Lakusic & Stevan.
46. Draba bhutanica H.Hara
47. Draba bifurcata (C.L.Hitchc.) Al-Shehbaz & Windham
48. Draba borealis DC.
49. Draba boyacana Al-Shehbaz
50. Draba brachystemon DC.
51. Draba brachystylis Rydb.
52. Draba brackenridgei A.Gray
53. Draba breweri S.Watson
54. Draba bruce-bennettii Al-Shehbaz
55. Draba bruniifolia Steven
56. Draba bryoides DC.
57. Draba burkartiana O.E.Schulz
58. Draba burkei (C.L.Hitchc.) Windham & Beilstein
59. Draba cachemirica Gand.
60. Draba cacuminum E.Ekman
61. Draba cajamarcensis Al-Shehbaz
62. Draba calcicola O.E.Schulz
63. Draba cana Rydb.
64. Draba canoensis Al-Shehbaz, Trinidad, Ed.Navarro & Rodr.-Paredes
65. Draba cantabriae (M.Laínz) M.Laínz
66. Draba cappadocica Boiss. & Balansa
67. Draba cardaminiflora Kom.
68. Draba carnosula O.E.Schulz
69. Draba caswellii G.A.Mulligan & Al-Shehbaz
70. Draba catlingii G.A.Mulligan
71. Draba cayouettei G.A.Mulligan & Al-Shehbaz
72. Draba cemileae Karaer
73. Draba chamissonis G.Don
74. Draba cheiranthoides Hook.f.
75. Draba chionophila S.F.Blake
76. Draba cholaensis W.W.Sm.
77. Draba cinerea Adams
78. Draba cocuyana Al-Shehbaz
79. Draba compacta Schott
80. Draba confertifolia Turcz.
81. Draba corrugata S.Watson
82. Draba corymbosa R.Br. ex DC.
83. Draba crassa Rydb.
84. Draba crassifolia Graham
85. Draba cretica Boiss. & Heldr.
86. Draba cruciata Payson
87. Draba cryptantha Hook.f.
88. Draba cuatrecasasiana J.O.Rangel & Santana
89. Draba cusickii B.L.Rob. ex O.E.Schulz
90. Draba cuspidata M.Bieb.
91. Draba cuzcoensis O.E.Schulz
92. Draba cyclomorpha Payson
93. Draba darbyshirei G.A.Mulligan
94. Draba darwasica Lipsky
95. Draba daviesiae (C.L.Hitchc.) Rollins
96. Draba dedeana Boiss. & Reut.
97. Draba densifolia Nutt.
98. Draba depressa Hook.f.
99. Draba diazii Rivas Mart., M.E.García & Penas
100. Draba discoidea Wedd.
101. Draba doerfleri Wettst.
102. Draba dolomitica Buttler
103. Draba dongchuanensis Al-Shehbaz, J.P.Yue, T.Deng & H.L.Chen
104. Draba dorneri Heuff.
105. Draba draboides (Maxim.) Al-Shehbaz
106. Draba droserifolia Bomble
107. Draba dubia Suter
108. Draba ecuadoriana Al-Shehbaz
109. Draba edmondii Al-Shehbaz
110. Draba elata Hook.f. & Thomson
111. Draba elegans Boiss.
112. Draba elisabethae Busch
113. Draba ellipsoidea Hook.f. & Thomson
114. Draba eriopoda Turcz. ex Ledeb.
115. Draba extensa Wedd.
116. Draba exunguiculata (O.E.Schulz) C.L.Hitchc.
117. Draba falconeri O.E.Schulz
118. Draba farsetioides Linden & Planch.
119. Draba fladnizensis Wulfen
120. Draba franktonii G.A.Mulligan & Al-Shehbaz
121. Draba fuhaiensis Z.X.An
122. Draba funckiana Linden & Planch.
123. Draba funckii (Turcz.) Al-Shehbaz
124. Draba funiculosa Hook.f.
125. Draba gilgiana Muschl.
126. Draba gilliesii Hook. & Arn.
127. Draba glabella Pursh
128. Draba glabrescens (Jord.) Hayek & Wibiral
129. Draba glacialis Adams
130. Draba glauca Bomble
131. Draba globosa Payson
132. Draba glomerata Royle
133. Draba gracillima Hook.f. & Thomson
134. Draba graminea Greene
135. Draba grandis Langsd. ex DC.
136. Draba grayana (Rydb.) C.L.Hitchc.
137. Draba hallii Hook.f.
138. Draba hammenii Cuatrec. & Cleef
139. Draba handelii O.E.Schulz
140. Draba haradjianii Rech.f.
141. Draba haynaldii Stur
142. Draba healyi G.A.Mulligan & Al-Shehbaz
143. Draba heilii Al-Shehbaz
144. Draba helleriana Greene
145. Draba henrici Al-Shehbaz
146. Draba heterocoma Fenzl
147. Draba hidalgensis Calderón
148. Draba himachalensis Al-Shehbaz
149. Draba hirta L.
150. Draba hispanica Boiss.
151. Draba hispida Willd.
152. Draba hissarica Lipsky
153. Draba hitchcockii Rollins
154. Draba hookeri Walp.
155. Draba hoppeana Rchb.
156. Draba howellii S.Watson
157. Draba huetii Boiss.
158. Draba humbertii Al-Shehbaz
159. Draba humillima O.E.Schulz
160. Draba hyperborea (L.) Desv.
161. Draba imbricata C.A.Mey.
162. Draba imeretica (Rupr.) Rupr.
163. Draba implexa Rollins
164. Draba incana L.
165. Draba incerta Payson
166. Draba incompta Steven
167. Draba incrassata (Rollins) Rollins & R.A.Price
168. Draba inexpectata S.L.Welsh
169. Draba inquisiviana Al-Shehbaz
170. Draba insularis Pissjauk.
171. Draba involucrata (W.W.Sm.) W.W.Sm.
172. Draba jaegeri Munz & I.M.Johnst.
173. Draba japonica Maxim.
174. Draba jiulongensis Al-Shehbaz
175. Draba jorullensis Kunth
176. Draba jucunda W.W.Sm.
177. Draba juvenilis Kom.
178. Draba kassii S.L.Welsh
179. Draba kitadakensis Koidz.
180. Draba kluanei G.A.Mulligan
181. Draba kodarica O.D.Nikif.
182. Draba koeiei Rech.f.
183. Draba kohlscheidensis Bomble
184. Draba kongboiana Al-Shehbaz
185. Draba korabensis Kümmerle & Degen ex Jáv.
186. Draba korshinskyi (O.Fedtsch.) Pohle ex O.Fedtsch.
187. Draba kotschyi Stur
188. Draba kuemmerlei Stevan. & D.Lakusic)
189. Draba kuramensis Yunusov
190. Draba kusnetzowii (Turcz. ex Ledeb.) Hayek
191. Draba lacaitae Boiss.
192. Draba laconica Stevan. & Kit Tan
193. Draba lactea Adams
194. Draba ladina Braun-Blanq.
195. Draba ladyginii Pohle
196. Draba laegaardii Al-Shehbaz
197. Draba lanceolata Royle
198. Draba lapaziana Al-Shehbaz
199. Draba lasiocarpa Rochel, dlakavoplodni gladuš
200. Draba lasiophylla Royle
201. Draba lemmonii S.Watson
202. Draba lichiangensis W.W.Sm.
203. Draba lindenii (Hook.) Planch.
204. Draba linearifolia L.L.Luo & T.Y.Cheo
205. Draba lipskyi Tolm.
206. Draba litamo L.Uribe
207. Draba loayzana Al-Shehbaz
208. Draba loiseleurii Boiss.
209. Draba lonchocarpa Rydb.
210. Draba longiciliata Al-Shehbaz & Sklenár
211. Draba longisiliqua Schmalh. ex Akinf.
212. Draba longisquamosa O.E.Schulz
213. Draba lunkii V.I.Dorof.
214. Draba lutescens Coss.
215. Draba macbeathiana Al-Shehbaz
216. Draba macleanii Hook.f.
217. Draba macounii O.E.Schulz
218. Draba magadanensis Berkut. & A.P.Khokhr.
219. Draba magellanica Lam.
220. Draba maguirei C.L.Hitchc.
221. Draba majae Berkut. & A.P.Khokhr.
222. Draba majuscula (Jord.) Hayek & Wibiral
223. Draba malpighiacea Windham & Al-Shehbaz
224. Draba matangensis O.E.Schulz
225. Draba matthioloides Gilg
226. Draba melanopus Kom.
227. Draba meskhetica Chinth.
228. Draba metaarctica V.V.Petrovsky
229. Draba micheorum Al-Shehbaz
230. Draba microcarpella A.N.Vassiljeva & Golosk.
231. Draba micropetala Hook.
232. Draba mieheorum Al-Shehbaz
233. Draba mingrelica Schischk. ex Grossh.
234. Draba minima (C.A.Mey.) Steud.
235. Draba mogollonica Greene
236. Draba mollissima Steven
237. Draba mongolica Turcz.
238. Draba monoensis Rollins & R.A.Price
239. Draba montbretiana Sommier & Levier
240. Draba mulliganii Al-Shehbaz
241. Draba murrayi G.A.Mulligan
242. Draba nana Stapf
243. Draba narmanensis Yild.
244. Draba nemorosa L.
245. Draba nivalis Lilj.
246. Draba nivicola Rose
247. Draba norvegica Gunnerus
248. Draba novolympica Payson & H.St.John
249. Draba nuda (Bél.) Al-Shehbaz & M.Koch
250. Draba nylamensis Al-Shehbaz
251. Draba oblongata R.Br. ex DC.
252. Draba obovata Benth.
253. Draba ochroleuca Bunge
254. Draba ochropetala O.E.Schulz
255. Draba odudiana Lipsky
256. Draba ogilviensis Hultén
257. Draba olgae Regel & Schmalh. ex Regel
258. Draba oligosperma Hook.
259. Draba olympicoides Strobl
260. Draba oreades Schrenk
261. Draba oreadum Maire
262. Draba oreibata J.F.Macbr. & Payson
263. Draba oreodoxa W.W.Sm.
264. Draba orientalis Karabacak & Behçet
265. Draba ossetica (Rupr.) Sommier & Levier
266. Draba oxycarpa Sommerf.
267. Draba pacheri Stur
268. Draba pachythyrsa Triana & Planch.
269. Draba paishanensis T.Mori
270. Draba palanderiana Kjellm.
271. Draba pamplonensis Planch. & Linden
272. Draba parnassica Boiss. & Heldr.
273. Draba parviflora (Regel & Tiling) O.E.Schulz
274. Draba pauciflora R.Br.
275. Draba paucifructa Clokey & C.L.Hitchc.
276. Draba paysonii J.F.Macbr.
277. Draba pectinipila Rollins
278. Draba pedicellata (Rollins & R.A.Price) Windham
279. Draba pennell-hazenii O.E.Schulz
280. Draba pennellii Rollins
281. Draba peruviana (DC.) O.E.Schulz
282. Draba petrophila Greene
283. Draba physocarpa Kom.
284. Draba pickeringii A.Gray
285. Draba pilosa Adams ex DC.
286. Draba pohlei Tolm.
287. Draba poluniniana Al-Shehbaz
288. Draba polyphylla O.E.Schulz
289. Draba polytricha Ledeb.
290. Draba porsildii Mulligan
291. Draba praealta Greene
292. Draba primuloides Turcz.
293. Draba pseudocheiranthoides Al-Shehbaz
294. Draba pterosperma Payson
295. Draba pulchella Willd.
296. Draba pulcherrima Gilg
297. Draba pulvinata Turcz.
298. Draba punoensis Al-Shehbaz, Ed.Navarro, Trinidad & A.Cano
299. Draba pusilla F.Phil. ex Phil.
300. Draba puvirnituqii G.A.Mulligan & Al-Shehbaz
301. Draba pycnophylla Turcz.
302. Draba pygmaea Turcz. ex N.Busch
303. Draba quearaensis Al-Shehbaz
304. Draba radicans Royle
305. Draba ramosissima Desv.
306. Draba ramulosa Rollins
307. Draba rectifructa C.L.Hitchc.
308. Draba remotiflora O.E.Schulz
309. Draba rigida Willd.
310. Draba ritacuvana Al-Shehbaz
311. Draba rositae Santana & J.O.Rangel
312. Draba rosularis Boiss.
313. Draba ruaxes Payson & H.St.John
314. Draba sachalinensis (F.Schmidt) N.Busch
315. Draba sagasteguii Al-Shehbaz
316. Draba sakuraii Makino
317. Draba sambukii Tolm.
318. Draba sanctae-martae O.E.Schulz
319. Draba santaquinensis Windham & Allphin
320. Draba sapozhnikovii A.L.Ebel
321. Draba sarycheleki Veselova
322. Draba sauteri Hoppe
323. Draba saxosa Davidson
324. Draba scabra C.A.Mey.
325. Draba schultzei O.E.Schulz
326. Draba schusteri O.E.Schulz
327. Draba scopulorum Wedd.
328. Draba scotteri G.A.Mulligan
329. Draba sekiyana Ohwi
330. Draba senilis O.E.Schulz
331. Draba sericea Santana & J.O.Rangel
332. Draba serpentina (Tiehm & P.K.Holmgren) Al-Shehbaz & Windham
333. Draba setosa Royle
334. Draba sharsmithii Rollins & R.A.Price
335. Draba shehbazii G.A.Mulligan
336. Draba sherriffii Grierson
337. Draba shiroumana Makino
338. Draba sibirica (Pall.) Thell.
339. Draba sierrae Sharsm.
340. Draba sikkimensis (Hook.f. & Thomson) Pohle
341. Draba siliquosa M.Bieb.
342. Draba simmonsii Elven & Al-Shehbaz
343. Draba smithii Gilg & O.E.Schulz
344. Draba sobolifera Rydb.
345. Draba soratensis Wedd.
346. Draba spectabilis Greene
347. Draba sphaerocarpa J.F.Macbr. & Payson
348. Draba sphaeroides Payson
349. Draba splendens Gilg
350. Draba spruceana Wedd.
351. Draba staintonii Jafri ex H.Hara
352. Draba standleyi J.F.Macbr. & Payson
353. Draba stellata Jacq.
354. Draba stenobotrys Gilg & O.E.Schulz
355. Draba stenocarpa Hook.f. & Thomson
356. Draba stenoloba Ledeb.
357. Draba stenopetala Trautv.
358. Draba steyermarkii Al-Shehbaz
359. Draba strasseri Greuter
360. Draba streptobrachia R.A.Price
361. Draba streptocarpa A.Gray
362. Draba strigosula Bomble
363. Draba stylaris J.Gay ex W.D.J.Koch
364. Draba stylosa Turcz.
365. Draba subalpina Goodman & C.L.Hitchc.
366. Draba subamplexicaulis C.A.Mey.
367. Draba subcapitata Simmons
368. Draba subfladnizensis Kuvaev
369. Draba subnivalis Braun-Blanq.
370. Draba subsecunda Sommier & Levier
371. Draba subumbellata Rollins & R.A.Price
372. Draba sunhangiana Al-Shehbaz
373. Draba supranivalis Rupr.
374. Draba supravillosa A.P.Khokhr.
375. Draba surculosa Franch.
376. Draba taimyrensis Tolm.
377. Draba talassica Pohle
378. Draba taylorii G.A.Mulligan & Al-Shehbaz
379. Draba tenerrima O.E.Schulz
380. Draba thompsonii (C.L.Hitchc.) G.A.Mulligan & Al-Shehbaz
381. Draba thylacocarpa (Nábelek) Hedge
382. Draba tibetica Hook.f. & Thomson
383. Draba tichomirovii Kozhevn.
384. Draba tolmatchevii V.V.Petrovsky
385. Draba tomentosa Clairv.
386. Draba trichocarpa Rollins
387. Draba trinervis O.E.Schulz
388. Draba tschuktschorum Trautv.
389. Draba tucumanensis O.E.Schulz
390. Draba tundrostepposa V.V.Petrovsky
391. Draba turczaninowii Pohle & N.Busch
392. Draba turgida É.Huet & A.Huet ex Ces., Pass. & Gibelli
393. Draba ucuncha Al-Shehbaz
394. Draba ussuriensis Pohle
395. Draba variocarpa O.E.Schulz
396. Draba venezuelana Al-Shehbaz
397. Draba ventosa A.Gray
398. Draba verna L.
399. Draba vesicaria Desv.
400. Draba violacea DC.
401. Draba viridis A.Heller
402. Draba vvedenskyi Kovalevsk.
403. Draba weberi R.A.Price & Rollins
404. Draba werffii Al-Shehbaz
405. Draba winterbottomii (Hook.f. & Thomson) Pohle
406. Draba wurdackii Al-Shehbaz
407. Draba xylopoda Al-Shehbaz
408. Draba yueii Al-Shehbaz
409. Draba yukonensis A.E.Porsild
410. Draba yungayensis Al-Shehbaz
411. Draba yunnanensis Franch.
412. Draba yunussovii Tolm.
413. Draba zangbeiensis L.L.Lu
414. Draba zionensis C.L.Hitchc.
415. Draba ×abiskoensis O.E.Schulz
416. Draba ×abiskojokkensis O.E.Schulz
417. Draba ×algida Adams ex DC.
418. Draba ×amandae O.E.Schulz
419. Draba ×ambigua Ledeb.
420. Draba ×asplundii O.E.Schulz
421. Draba ×blyttii O.E.Schulz
422. Draba ×borderi O.E.Schulz
423. Draba ×brandtii O.E.Schulz
424. Draba ×buschii O.E.Schulz
425. Draba ×davosiana Brügg.
426. Draba ×decipiens O.E.Schulz
427. Draba ×districta O.E.Schulz
428. Draba ×ekmaniana Weing.
429. Draba ×ficta E.G.Camus
430. Draba ×harry-smithii O.E.Schulz
431. Draba ×incerta O.E.Schulz
432. Draba ×intermedia Hegetschw.
433. Draba ×kingii O.E.Schulz
434. Draba ×larssonii O.E.Schulz
435. Draba ×lastrungica O.E.Schulz
436. Draba ×lattinicciae Gamisans
437. Draba ×lindblomii O.E.Schulz
438. Draba ×microcarpa (Trautv.) O.E.Schulz
439. Draba ×mixta O.E.Schulz
440. Draba ×okamotoi Ohwi
441. Draba ×perdubia O.E.Schulz
442. Draba ×pilgeri O.E.Schulz
443. Draba ×pseudonivalis N.Busch
444. Draba ×pseudovesicaria O.E.Schulz
445. Draba ×schaeferi O.E.Schulz
446. Draba ×simonkaiana Jáv.
447. Draba ×spreadboroughii O.E.Schulz
448. Draba ×sturii Strobl
449. Draba ×tornensis O.E.Schulz
450. Draba ×traunsteineri Hoppe
451. Draba ×ursorum Gand.
452. Draba ×wilczekii O.E.Schulz

## Sinonimi
- Aizodraba Fourr. ; Ann. Soc. Linn. Lyon, N. S. 16: 335 (1868)
- Coelonema Maxim. ; Bull. Acad. Petersb. 26: 428 (1880)
- Consana Adans. ; Fam. 2: 420 (1763)
- Dolichostylis Turcz. ; Bull. Soc. Imp. Naturalistes Moscou 27(II): 305 (1854 publ. 1855), nom. illeg.
- Dollineria Saut. ; Flora 35: 353 (1852)
- Drabopsis K.Koch ; Linnaea 15: 253 (1841)
- Erophila DC. ; Syst. 2: 356 (1821)
- Gansblum Adans. ; Fam. Pl. 2: 420 (1763), nom. rej.
- Holarges Ehrh. ; Beitr. 4: 148 (1789)
- Holargidium Turcz. ; Bull. Soc. Nat. Mosc. (1838) 87, et 15: (1842) 265 ex Ledeb.
- Leptonema Hook. ; Ic. Pl. t. 692. (1844)
- Nesodraba Greene ; Pittonia 3: 252 (1897)
- Odontocyclus Turcz. ; Bull. Soc. Nat. Mosc. 65 (1840)
- Paronychia Hill ; Brit. Herb. 259 (1756)
- Pseudobraya Korsh. ; Zap. Imp. Akad. Nauk Fiz.-Mat. Otd., ser. 8, 4(4): 88 (1896 publ. 1897)
- Schivereckia Andrz. ex DC. ; Syst. Nat. 2: 300 (1821)
- Stenonema Hook. ex Benth. & Hook.f. ; Gen. 1: 75 (1862)
- Thylacodraba (Nábélek) O.E.Schulz ; Bot. Jahrb. Syst. 66: 94 (1933)